# 北草蜥
北草蜥（学名：Takydromus septentrionalis）为蜥蜴科草蜥属的爬行动物。

## 描述
體型細長、鱗片粗糙，成體吻肛長約6–8公分，全長可近30公分，尾長約為吻肛長3倍（斷尾略短）。體色多變，背褐腹白，體側多為綠色，常見兩條由眼後延伸至尾基的淺色縱線。具一對鼠蹊孔（偶有變異）、三對頦下鱗，腹鱗具稜脊，舌尖明顯分叉。為卵生，每窩產卵2–6枚，是國內同屬中體型最大者。

## 分佈
分布于东亚和东南亚，包括中国大陆，陕西、甘肃、江苏、上海、安徽、湖北、四川、浙江、福建、江西、湖南、贵州、云南等地，一般生活于多分布在海拔436-1700米的山坡以及生活在山地草丛中。其生存的海拔范围为436至1700米。该物种的模式产地在浙江宁波。
在台灣，僅分布於馬祖。

## 棲地與習性
北草蜥棲息於分布範圍內的短草、長草、灌叢及森林邊緣，較其他草蜥更能適應人類聚落附近環境。主要活動於草生地與灌叢區，以昆蟲及其他無脊椎動物為食，日行性，夜間多在植物葉面休息。

## 保护
本种于2023年被收录入《有重要生态、科学、社会价值的陆生野生动物名录》。